# Me Wise Magic
Me Wise Magic è un singolo del gruppo musicale statunitense Van Halen, pubblicato nell'ottobre 1996 come inedito della raccolta Best Of - Volume I. 
Insieme a Can't Get This Stuff No More, è uno dei due brani inediti registrati con il cantante originario David Lee Roth, temporaneamente rientrato nel gruppo dopo l'abbandono di Sammy Hagar.

## Storia
Dopo essere stato informato dalla Warner Bros. Records che i Van Halen stavano pubblicando una nuova raccolta, David Lee Roth contattò Eddie van Halen per chiedergli maggiori dettagli. Il cantante e il chitarrista ripresero dunque i contatti, e due settimane dopo Eddie, resosi conto che Humans Being era l'unica traccia inedita che avevano, propose a Roth di registrare due nuovi brani per la raccolta. Nel giugno 1996 il cantante si presentò ai 5150 Studios con Eddie senza che il chitarrista avesse avvertito gli altri membri del gruppo, Michael Anthony e Alex Van Halen circa il ritorno di Roth. I Van Halen si misero al lavoro per i due mesi successivi con il produttore Glen Ballard, componendo Me Wise Magic e Can't Get This Stuff No More.
Me Wise Magic fu un immediato successo presso le radio americane, diventando il dodicesimo singolo del gruppo (e il terzo con Roth alla voce) a raggiungere la vetta della Mainstream Rock Songs. Il ritorno del vecchio frontman creò grossa attenzione attorno ai Van Halen, culminata nella prima apparizione pubblica dei quattro membri originali dopo oltre undici anni agli MTV Video Music Awards 1996 nel mese di settembre. Tuttavia dopo solo alcune settimane, il cantante lasciò il gruppo per la seconda volta.
Era stato pianificato un videoclip per promuovere Me Wise Magic, mai realizzato a causa del repentino allontanamento di Roth. MTV mandò comunque in onda un video di montaggio contenente vecchi filmati dei Van Halen insieme a David Lee Roth.

## Tracce
CD Promo Single Warner Bros. PRO-CD-8474
1. Me Wise Magic (Edit) – 4:20
2. Humans Being (Album Version) – 6:05

CD Maxi Warner Bros. 9362 43795-2
1. Me Wise Magic (Edit) – 4:13
2. Me Wise Magic (LPV) – 6:05
3. Why Can't This Be Love – 3:45

## Formazione
- David Lee Roth – voce
- Eddie van Halen – chitarra, cori
- Michael Anthony – basso, cori
- Alex van Halen – batteria

## Classifiche
| Classifica (1996)             | Posizione massima |
| ----------------------------- | ----------------- |
| Canada                        | 14                |
| Stati Uniti (mainstream rock) | 1                 |